# Saison 9 de X-Files : Aux frontières du réel
Chronologie
Saison 8 X-Files : Régénération (film)
Cette page recense les épisodes de la neuvième saison de la série télévisée américaine X-Files : Aux frontières du réel.

## Distribution

### Acteurs principaux
- Gillian Anderson (VF : Caroline Beaune) : l'agent spécial Dana Scully
- Robert Patrick (VF : Hervé Furic) : l'agent spécial John Doggett
- Annabeth Gish (VF : Véronique Augereau) : l'agent spécial Monica Reyes
- Mitch Pileggi (VF : Jacques Albaret) : le directeur-adjoint Walter Skinner (11 épisodes)

### Acteurs récurrents
- James Pickens Jr. : Alvin Kersh (7 épisodes)
- Cary Elwes : Brad Follmer (6 épisodes)
- Tom Braidwood : Melvin Frohike (5 épisodes)
- Dean Haglund : Richard Langly (5 épisodes)
- Bruce Harwood : John Byers (5 épisodes)
- Alan Dale : l'homme au cure-dents (4 épisodes)
- Adam Baldwin : Knowle Rohrer (3 épisodes)
- David Duchovny (VF : Georges Caudron) : Fox Mulder (2 épisodes)
- Nicholas Lea : Alex Krycek (2 épisodes)
- Sheila Larken : Margaret Scully (3 épisodes)
- Lucy Lawless : Shannon McMahon (2 épisodes)
- Chris Owens : Jeffrey Spender (2 épisodes)
- Jeff Gulka : Gibson Praise (2 épisodes)

## Épisodes

### Épisode 1:Nouvelle Génération,1repartie
- États-Unis : 11 novembre 2001 sur FOX
- France : 4 septembre 2002 sur M6

- États-Unis : 10,6 millions de téléspectateurs (première diffusion)

- James Pickens Jr. : Alvin Kersh
- Tom Braidwood : Melvin Frohike
- Dean Haglund : Richard Langly
- Bruce Harwood : John Byers
- Sheila Larken : Margaret Scully
- Cary Elwes : Brad Follmer
- Lucy Lawless : Shannon McMahon
- Nicholas Walker : Carl Wormus

### Épisode 2:Nouvelle Génération,2epartie
- États-Unis : 18 novembre 2001 sur FOX
- France : 4 septembre 2002 sur M6

- États-Unis : 9,4 millions de téléspectateurs (première diffusion)

- James Pickens Jr. : Alvin Kersh
- Tom Braidwood : Melvin Frohike
- Dean Haglund : Richard Langly
- Bruce Harwood : John Byers
- Cary Elwes : Brad Follmer
- Lucy Lawless : Shannon McMahon
- Adam Baldwin : Knowle Rohrer
- Jeff Austin : Dr. Nordlinger

- La tagline habituelle change en Nothing Important Happened Today (« Rien d'important ne s'est produit aujourd'hui »).
- L'épisode est dédié à la mémoire de Chad Keller (8 octobre 1971-11 septembre 2001), un ami de Chris Carter décédé dans les attentats du 11 septembre 2001, deux mois avant sa première diffusion.

### Épisode 3:Dæmonicus
- États-Unis : 2 décembre 2001 sur FOX
- France : 11 septembre 2002 sur M6

- États-Unis : 8,7 millions de téléspectateurs (première diffusion)

- James Remar : Josef Kobold
- Tim Halligan : Darren Mountjoy
- Sarah Benoit : Evelyn Mountjoy
- James Rekart : Paul Gerlach
- Lou Richards : l'officier Custer

- Le titre Dæmonicus peut se traduire par « démoniaque », ou bien « Satan » en latin.
- Le choix des victimes est expliqué comme suit :
  - DA (Darren Mountjoy),
  - E (Evelyn Mountjoy) ,
  - MONI (Dr Monique Sampson),
  - CUS (Officier Custer).

### Épisode 4:4-D
- États-Unis : 9 décembre 2001 sur FOX
- France : 18 septembre 2002 sur M6

- États-Unis : 8,9 millions de téléspectateurs (première diffusion)

- Cary Elwes : Brad Follmer
- Dylan Haggerty : Erwin Lukesh
- Angela Paton : Mme Lukesh
- Lo Ming : Dr. Kim
- Gil Colon : l'agent Rice

- Le titre 4-D fait référence à la quatrième dimension, le temps[1].
- Lorsque Reyes au chevet de Doggett lui énonce la théorie de l'univers parallèle, il écrit en guise de réponse sur son moniteur que ça fait « trop Star Trek ».
- L'épisode est dédié à la mémoire de Ricky Loyd Arreguin (de son vrai nom Ricardo David Loyd, 24 janvier 1985-13 septembre 2001), beau-fils de l'accessoiriste Jose Arreguin, qui a été assassiné en pleine rue par un gang.

### Épisode 5:Le Seigneur des mouches
- États-Unis : 16 décembre 2001 sur FOX
- France : 25 septembre 2002 sur M6

- États-Unis : 9,9 millions de téléspectateurs (première diffusion)

- Erick Avari : Dr. Herb Fountain
- Hank Harris : Dylan Lokensgard
- Jane Lynch : Anne Lokensgard
- Samaire Armstrong : Natalie Gordon
- Aaron Paul : David Winkle

- Le titre original de l'épisode fait référence au livre culte de William Golding, Sa Majesté des mouches (Lord of the Flies dans son édition originale).
- L'émission du groupe de David Winkle, Dumbass Show, rappelle la véritable émission américaine Jackass.
- La Fox, qui produit la série, est mentionnée explicitement dans l'épisode.

### Épisode 6:Ne faites confiance à personne
- États-Unis : 6 janvier 2002 sur FOX
- France : 2 octobre 2002 sur M6

- États-Unis : 8,4 millions de téléspectateurs (première diffusion)

- Terry O'Quinn : l'homme de l'ombre
- Kathryn Joosten : l'agent Edie Boal
- Allison Smith : Patti

- La tagline habituelle change en They’re watching (« Ils nous observent »).
- Le message Trust no one (« Ne te fie à personne ») est récurrent dans la série. Il a été utilisé par :
  - Gorge profonde, en guise de derniers mots prononcés à Scully durant le dernier épisode la première saison, Les Hybrides (dont c'est également le tagline) ;
  - Mulder, comme mot de passe de son ordinateur (TRUSTNO1) dans Les Petits Hommes Verts puis comme adresse électronique dans cet épisode (trust_no1@mail.com) ;
  - L'homme à la cigarette, qui l'avait fait graver sur son briquet (Trust no one).
  - La plupart des protagonistes, comme conseil ou ligne de conduite lors de périodes de conspiration, de poursuites et de danger, ou de situations équivoques.
- Bien que Mulder soit au centre de l'intrigue avec Scully, David Duchovny n'apparaît pas réellement dans l'épisode, les plans du personnage se résumant à des scènes d'épisodes antérieurs.
- C'est la troisième participation de Terry O'Quinn (crédité sous son vrai nom, Terrance Quinn) dans la série, après Aubrey (le lieutenant Brian Tillman) et le film Combattre le Futur (l'agent spécial en charge Darius Michaud). Il a également tenu le rôle récurrent de Peter Watts dans la série dérivée MillenniuM.
- L'adresse électronique de Scully (queequeg0925@hotmail.com) est un clin d’œil à son chien Queequeg, légué par Clyde Bruckman (Peter Boyle) dans Voyance par procuration et qui trouva la mort face à un monstre marin dans l'épisode Les Dents du lac. La référence au harponneur de Moby Dick est voulue, son défunt père l'ayant elle-même surnommée par jeu Starbuck et lui-même, Achab.
- Dans la boîte de réception de Scully, figure l'adresse du FBI d'un certain « Dr Stanton » : allusion au personnage homonyme de DC Comics, qui est doublé dans la série animée Batman, la relève par Mitch Pileggi (Walter Skinner).

### Épisode 7:Amnésie
- États-Unis : 13 janvier 2002 sur FOX
- France : 9 octobre 2002 sur M6

- États-Unis : 8,7 millions de téléspectateurs (première diffusion)

- James Pickens Jr. : Alvin Kersh
- Frank Roman : Domingo Salmeron
- Ramón Franco : Nestor
- Zitto Kazann : Caballero
- Eduardo Antonio Garcia : Mariano Molina

- Le titre original John Doe (dont la proximité phonétique avec John Doggett n'est pas anodine) est une expression anglophone pour désigner les personnes non identifiées.
- Barbara Patrick, qui interprète Barbara Doggett (l'ancienne épouse de John) dans cet épisode, est également l'épouse de Robert Patrick. Elle reviendra dans un autre épisode de cette saison.
- Le tatouage de Doggett révèle qu'à l'armée, il faisait partie du 24th MAU (depuis rebaptisé MEU). La devise latine des Marines, Semper fidelis, signifie « toujours fidèle ».

### Épisode 8:Écorchés
- États-Unis : 27 janvier 2002 sur FOX
- France : 16 octobre 2002 sur M6

- États-Unis : 7,8 millions de téléspectateurs (première diffusion)

- Cyril O'Reilly : Ed Kelso
- David Figlioli : Victor Dale Potts
- Katy Boyer : Dr. Lisa Holland
- James McDonnell : l'nspecteur Van Allen
- Don Swayze : Terry Pruit
- Kari Whitman : Roxanne
- George D. Wallace : Bertram Mueller

### Épisode 9:La Prophétie,1repartie
- États-Unis : 3 mars 2002 sur FOX
- France : 23 octobre 2002 sur M6

- États-Unis : 9,7 millions de téléspectateurs (première diffusion)

- James Pickens Jr. : Alvin Kersh
- Cary Elwes : Brad Follmer
- Tom Braidwood : Melvin Frohike
- Dean Haglund : Richard Langly
- Bruce Harwood : John Byers
- Neal McDonough : Robert Comer
- James Parks : l'agent Terry Sullivan
- McNally Sagal : la ravisseuse
- Denis Forest : le meneur
- Alan Dale : l'homme bien habillé du FBI
- Sheila Larken : Margaret Scully

### Épisode 10:La Prophétie,2epartie
- États-Unis : 10 mars 2002 sur FOX
- France : 30 octobre 2002 sur M6

- États-Unis : 8,4 millions de téléspectateurs (première diffusion)

- James Pickens Jr. : Alvin Kersh
- Cary Elwes : Brad Follmer
- Tom Braidwood : Melvin Frohike
- Dean Haglund : Richard Langly
- Bruce Harwood : John Byers
- Sheila Larken : Margaret Scully
- Neal McDonough : Robert Comer
- McNally Sagal : la ravisseuse
- Denis Forest : le meneur
- Alan Dale : l'homme bien habillé du FBI
- Kerrie Keane : l'infirmière

### Épisode 11:Audrey Pauley
- États-Unis : 17 mars 2002 sur FOX
- France : 9 novembre 2002 sur M6

- États-Unis : 8 millions de téléspectateurs (première diffusion)

- Tracey Ellis : Audrey Pauley
- Jack Blessing : Dr. Jack Preijers
- Stan Shaw : Stephen Murdoch
- Vernee Watson-Johnson : Whitney Edwards

### Épisode 12:Dans les abîmes
- États-Unis : 31 mars 2002 sur FOX
- France : 13 novembre 2002 sur M6

- États-Unis : 7,8 millions de téléspectateurs (première diffusion)

- W. Earl Brown : Robert M. Fassl
- Lisa Darr : Jana Fain
- Robert Curtis Brown : Damon Kaylor
- Paul Vincent O'Connor : Brian Hutchinson
- Arthur Nascarella : Duke Tomasick
- Alan Davidson : l'homme barbu

### Épisode 13:Improbable
- États-Unis : 7 avril 2002 sur FOX
- France : 20 novembre 2002 sur M6

- États-Unis : 9,1 millions de téléspectateurs (première diffusion)

- Burt Reynolds : M. Burt
- John Kapelos : l'algent Fordyce
- Ray McKinnon : Mad Wayne
- Ellen Greene : Vicki Louise Burdick

- La tagline habituelle change pour Dio ti ama (« Dieu t'aime » en italien), dont la valeur numérologique (en rapport avec l'épisode) est 9.
- La bande originale de l'épisode est signée Karl Zéro (titres tirés de son album de bossa nova Songs for cabriolet y otros typos de vehiculos), qui interprète (uniquement vocalement) le duo musical de fin El Bodeguero avec Henri Salvador.
- L'intrigue de l'épisode exploite la croyance que les nombres auraient un certain lien causal ou une influence quantifiable sur tout ce qui existe : cet épisode débordant de symbolismes divers est le 13e de la saison, nombre lui aussi fortement symbolique qui, selon des superstitions répandues, attirerait la chance ou au contraire, le malheur.
- L'échange sur la numérologie entre Reyes et Doggett (dont le chiffre numérologique serait d'après elle le 6, comme celui du numéro de production de l'épisode — 195, « 1+9+5 = 15 → 1+5 = 6 » — et de sa date de première diffusion — le 07/04/2002, « 7+4+2+2 = 15 → 1+5 = 6 ») ainsi que les références au chiffre 6 parsemées dans l'épisode, rappellent entre autres Numéro six, célèbre personnage de la série télévisée britannique Le Prisonnier, et sa fameuse réplique « Je ne suis pas un numéro, JE SUIS UN HOMME LIBRE ! » à laquelle Doggett fait allusion dans sa conclusion. Quant à Scully, son chiffre numérologique serait le 9 (comme le numéro de saison de l'épisode, ou 6 inversé) selon Reyes, dont le Réveille-matin explicitement montré au moment de l'apprendre indique « 9:09 ».
- Toujours un rapport numérologique avec l'intrigue et les chiffres 6 et 9 : le nom de la FOX (dont les trois lettres dans l'alphabet latin standard, sont les seules à valoir 6), qui ici se calcule « FOX → 6+6+6 = 18 → 1+8 = 9 ».
- L'épisode laisse à penser que le personnage homonyme incarné par Burt Reynolds pourrait être Dieu.

### Épisode 14:Une vue de l'esprit
- États-Unis : 14 avril 2002 sur FOX
- France : 27 novembre 2002 sur M6

- États-Unis : 8,2 millions de téléspectateurs (première diffusion)

- Jolie Jenkins : l'agent Leyla Harrison
- Gavin Fink : Tony Conlon
- Scott Paulin : Jeffrey Conlon
- Brian Poth : Gabe Rotter

- C'est la seconde apparition du personnage de Leyla Harrison (Jolie Jenkins), qui fut introduite au cours de la saison précédente dans l'épisode Seul.
- Il est fait mention dans l'épisode à deux anciennes affaires non classées menées par Mulder et Scully : celles de Coup de foudre et Spores.

### Épisode 15:N'abandonnez jamais
- États-Unis : 21 avril 2002 sur FOX
- France : 4 décembre 2002 sur M6

- États-Unis : 8,6 millions de téléspectateurs (première diffusion)

- Tom Braidwood : Melvin Frohike
- Dean Haglund : Richard Langly
- Bruce Harwood : John Byers
- Stephen Snedden : Jimmy Bond
- Zuleikha Robinson : Yves Adelys Harlow / Lois Runce
- Michael McKean : Morris Fletcher
- Jim Fyfe : Kimmy Belmont

- Cet épisode est une incursion entre X-Files et la série dérivée centrée sur Les Bandits solitaires qui en a résulté, The Lone Gunmen : Au cœur du complot. L'épisode sert d'ailleurs de conclusion à cette série.
- En plus d'être le troisième (et dernier) épisode centré sur Les Bandits solitaires, c'est aussi la troisième apparition du personnage de Morris Fletcher (Michael McKean) dans la série, après le double épisode Zone 51 (auquel il fait inconsciemment allusion) puis son caméo dans Brelan d'as (également centré sur le trio). D'anciens personnages (Mulder et Monsieur X) réapparaissent seulement dans l'introduction au travers d'extraits d'anciens épisodes.
- Des allusions à des œuvres de science-fiction sont faites : une mention du film Men in Black et de ses erreurs techniques présumées (selon Fletcher) ; ou encore un plan schématique du Jupiter 2, vaisseau spatial de Perdus dans l'espace.
- Langly porte fièrement un tee-shirt Joey Lives! (« Joey est en vie ! ») en hommage à Joey Ramone (décédé un peu plus d'un an auparavant), et explique à Fletcher pourquoi il considère les Ramones comme « le plus grand groupe de musique punk de tous les temps ».
- Alors qu'il est aussi bien le plus proche ami que le plus ancien complice des Bandits solitaires (qu'il a involontairement contribué à créer), Fox Mulder n'est pourtant pas présent comme les autres à leurs funérailles, au même titre que le Dr Susanne Modeski (qui est pourtant, en tant que grand amour de Byers, celle qui a motivé la création du groupe).
- Le titre original, ironique, provient d'une expression populaire aux États-Unis qui tient son origine de la série culte des années 1970, Happy Days : en anglais américain, Jumping the shark (« sauter par-dessus le requin ») désigne le moment où la qualité d'une série commence à baisser notablement. Le titre francophone quant à lui, est une conviction émise par Langly qui fait également office, et de derniers mots et de dernière volonté des Bandits solitaires.
- Le sort des Bandits solitaires vis-à-vis de la série est une décision des producteurs de la FOX. Bien que des bandes dessinées tentèrent une continuité rétroactive pour la changer sans renier la diégèse de la série, la FOX reconfirmera le canon de la fin d'épisode à la reprise en 2016, une bonne décennie plus tard.

### Épisode 16:William
- États-Unis : 28 avril 2002 sur FOX
- France : 11 décembre 2002 sur M6

- États-Unis : 9,3 millions de téléspectateurs (première diffusion)

- Chris Owens : Daniel Miller
- Cyd Strittmatter : Dr. Edwards

- Bien que David Duchovny réalise et co-scénarise l'épisode, il n'y apparaît pas.
- Jeffrey Spender, qui réapparaît après son meurtre présumé à la fin du double épisode Toute la vérité dans la saison 6, sous-entend que l'homme à la cigarette (lui-même laissé pour mort par Alex Krycek) serait lui aussi toujours en vie.

### Épisode 17:Clairvoyance
- États-Unis : 5 mai 2002 sur FOX
- France : 19 décembre 2002 sur M6

- États-Unis : 7,8 millions de téléspectateurs (première diffusion)

- Cary Elwes : Brad Follmer
- Jared Poe : Rudolph Hayes
- Barbara Patrick : Barbara Doggett
- Mandy Levin : Ellen Persich
- Sal Landi : Nicholas Regali

- Le titre francophone met l'accent sur l'acuité de Rudolph Hayes ; le titre original, lui, indique que cet épisode conclut définitivement l'énigme jusque-là irrésolue du meurtre de Luke, le fils de John Doggett.
- L'épisode est découpé en chapitres avec des panneaux textuels, dont les messages sont :
  - The Tip (« Le tuyau »),
  - Ashes (« Cendres »),
  - A Message (« Un message »),
  - Release (« Libération »).
- Lors de leur rencontre avec Reyes, Regali fait des jeux de mots intraduisibles avec le nom de Doggett dans la version originale : en traînant volontairement sur la première syllabe, il l'insulte implicitement de Dog (« chien », comparaison déjà faite dans un sens affectueux par Reyes dans l'épisode Audrey Pauley). Agent Doggett en anglais, est également proche phonétiquement d'Agent Dogged, qui peut se traduire par « Agent Obstiné » ou « Agent Tenace » (un trait de caractère reconnu du personnage).
- L'urne funéraire de Luke conservée par Doggett situe les dates de naissance et de décès de son fils (9 janvier 1986-13 août 1993).
- C'est la seconde fois dans la série que l'épouse de Robert Patrick, Barbara Patrick, interprète son homologue et homonyme à l'écran, Barbara (déjà aperçue furtivement dans des bribes de souvenirs de son ex-mari, devenu amnésique dans l'épisode Amnésie). De même pour les acteurs Sal Landi (Nicholas Regali) et Mandy Levin (Ellen Persich), mais pour eux dans des rôles différents (l'agent Landau dans la deuxième partie du double épisode Chasse à l'homme pour le premier ; Angie dans Entre chien et loup pour la seconde).

### Épisode 18:Irréfutable
- États-Unis : 12 mai 2002 sur FOX
- France : 15 janvier 2003 sur M6

- États-Unis : 10,4 millions de téléspectateurs (première diffusion)

- Michael Emerson : Oliver Martin
- Tyson Turrou : Blake McCormick)
- John Aylward : Dr. John Rietz
- Stephen Bridgewater : Dr. Henry Jacocks
- David Faustino : Michael Daley
- Danielle Savre : Marcia Brady

- C'est le 200e épisode de la série. Scully le sous-entend en disant qu’elle a enquêté sur quelque 200 affaires paranormales.
- Le titre original est un clin d’œil à la chanson It's a Sunshine Day chantée par les enfants Brady lorsqu'ils formèrent un groupe.
- En raison des événements de l'épisode précédent ainsi que du ton plus léger et décalé de cet épisode-ci, la personnalité de John Doggett semble avoir évolué vers un caractère moins fermé et sinistre.
- Pour illustrer par l'absurde à Doggett l'invraisemblance des circonstances de la mort de Blake McCormick, Reyes le compare à l'archétype du personnage de cartoon surréaliste et farfelu habituellement dépeint dans des œuvres semblables à celles de Tex Avery (appelé dans un sens élargi au domaine, le « toon »).

### Épisodes 19 et 20:La vérité est ici
- États-Unis : 19 mai 2002 sur FOX
- France : 22 janvier 2003 sur M6

- États-Unis : 13 millions de téléspectateurs (première diffusion)

- David Duchovny : Fox Mulder
- James Pickens Jr. : Alvin Kersh
- Laurie Holden : Marita Covarrubias
- Nicholas Lea : Alex Krycek
- Jeff Gulka (Gibson Praise)
- Adam Baldwin : Knowle Rohrer
- Chris Owens : Jeffrey Spender
- Steven Williams Monsieur X
- Matthew Glave : Kallenbrunner
- William B. Davis : l'homme à la cigarette

- Le générique de l'épisode est le premier et unique créditant ensemble les cinq protagonistes principaux (interprétés par David Duchovny, Gillian Anderson, Robert Patrick, Annabeth Gish et Mitch Pileggi). Le tagline change également : This Is the End (« C'est la fin »).
- Cet épisode donne aux scénaristes l'occasion d'effectuer une synthèse complète de la série.
- Cet épisode a été diffusé en une seule fois, sans interruption de générique, mais compte d'après la production comme un double épisode.  Il est toutefois analysé en tant qu'épisode unique par les livres et articles sur la série.
- Mulder fait de l'esprit auprès de Scully en citant Le Silence des agneaux, rejouant Hannibal Lecter qui accueille Clarice Starling depuis sa cellule (« J'ai subodoré votre venue, Clarice. »).